# UFC on FX: Maynard vs. Guida
UFC on FX: Maynard vs. Guida (también conocido como UFC on FX 4) fue un evento de artes marciales mixtas celebrado por Ultimate Fighting Championship el 22 de junio de 2012 en el Revel, en Atlantic City, Nueva Jersey.

## Historia
El evento principal se componía de una quinta ronda, fuera de campeonato, la pelea entre Clay Guida y Gray Maynard. Esta fue la primera pelea desde que perdió Guida ante el campeón de peso ligero de UFC Benson Henderson el 12 de noviembre de 2011 en UFC on Fox 1. El combate anterior de Maynard fue el 8 de octubre de 2011 en UFC 136, contra el entonces campeón de peso ligero de UFC Frankie Edgar.
El evento fue el séptimo que la UFC organizó en Atlantic City, pero el primero desde el UFC 53 en 2005.
Rich Attonito espera hacer frente a Rick Story en el evento. Sin embargo, Attonito fue obligado a salir de la pelea por una lesión y fue reemplazado por Papy Abedi. Abedi también fue forzado a salir de la pelea por una lesión y fue reemplazado por el debutante Brock Jardine.

## Premios extra
Cada peleador recibió un bono de $50,000
- Pelea de la Noche: Sam Stout vs. Spencer Fisher
- KO de la Noche: Cub Swanson
- Sumisión de la Noche: Dan Miller